# Аріель Освальдо Коццоні
Аріель Освальдо Коццоні (ісп. Ariel Osvaldo Cozzoni, нар. 21 січня 1974, Росаріо) — аргентинський футболіст, що грав на позиції нападника, зокрема, за «Ньюеллс Олд Бойз».

## Ігрова кар'єра
Народився 21 січня 1974 року в місті Росаріо. Вихованець футбольної школи клубу «Ньюеллс Олд Бойз». Дорослу футбольну кар'єру розпочав 1983 року в основній команді того ж клубу, в якій провів п'ять сезонів. Погравши протягом 1988–1989 років за «Інституто», повернувся до «Олд Бойз», в якому провів ще два сезони. У сезоні 1989/90 з 23 забитими голами став найкращим бомбардиром футбольної першості Аргентини.
Протягом 1991/92 року грав у Європі за французьку «Ніццу», після чого деякий час захищав кольори мексиканської «Толуки». 1993 року повернувся на батьківщину, де виступав за «Ньюеллс Олд Бойз», «Банфілд» та «Сентраль Кордова».
Завершував ігрову кар'єру в Чилі, де протягом частини 1996 року грав за «О'Хіггінс».